# Tobias Engel
Tobias Engel, né le 15 avril 1945 à Montauban et mort le 18 avril 2025 à Apt, est un comédien, documentariste et journaliste franco-allemand.

## Biographie
Il est le fils du pianiste juif allemand Ernst Engel (1901-1958), membre des Comedian Harmonists de 1935 à 1937, et de sa compagne Nina Weichberger(1914-1999), qui se sont installés à Paris dès le milieu des années 1930 pour fuir la persécution nazie.
Il débute au théâtre au milieu des années 1960, puis rejoint la troupe de Patrice Chéreau au Théâtre de Sartrouville, avec qui il créé Les Soldats, de Jakob Lenz, en 1967 et Prix de la révolte au marché noir, de Dimítris Dimitriádis, en 1968.
Après un premier rôle au cinéma dans Le Joueur de quilles de Jean-Pierre Lajournade, il remporte, en 1968, le prix d'interprétation masculine au Festival de Trieste, pour son rôle dans Tu imagines Robinson de Jean-Daniel Pollet.
Au courant des années 1970, il rejoint la revue Cinéthique, et, dans la mouvance du Parti Communiste Révolutionnaire, tourne trois films documentaires sur les luttes de libération nationales dans les anciennes colonies portugaises, notamment en Guinée-Bissau et au Cap-Vert. Ses articles écrits pour Le Monde Diplomatique au début des années 2000 témoignent de son expérience dans ces pays.
Il résume sa carrière d'acteur dans les années 1980, apparaissant dans de nombreux films, téléfilms et séries français et allemands, comme Le Radeau de la Méduse, Pétain, Un Train pour Petrograd. Il est le protagoniste du film '38 de Wolfgang Glück, avec l'actrice suisse Sunniy Melles, qui est nommé aux Oscars en 1987.